# Église Saint-Étienne de Woippy
L'église Saint-Étienne est une église catholique romaine située à Woippy, en France.

## Description
Il s'agit d'une église de style néo-gothique. Elle domine le centre-ville de Woippy, dans la banlieue de Metz.

## Localisation
L'église est située dans le département français de la Moselle, sur la commune de Woippy.

## Historique
Il existait depuis le XIVe siècle une église située entre Woippy et Lorry-lès-Metz qui menaçait de s'effondrer. En effet, la croix du clocher s'était effondrée, ce qui provoqua la brèche de la toiture. Il fut donc décidé de construire un nouvel édifice dans le centre de Woippy à l'initiative de Marie Rose Marcus (1793-1855), sur un terrain lui appartenant. L'église fut conçue par l'architecte messin Charles Gautiez. Les travaux commencèrent en 1848 et furent achevés en 1850.

## Galerie

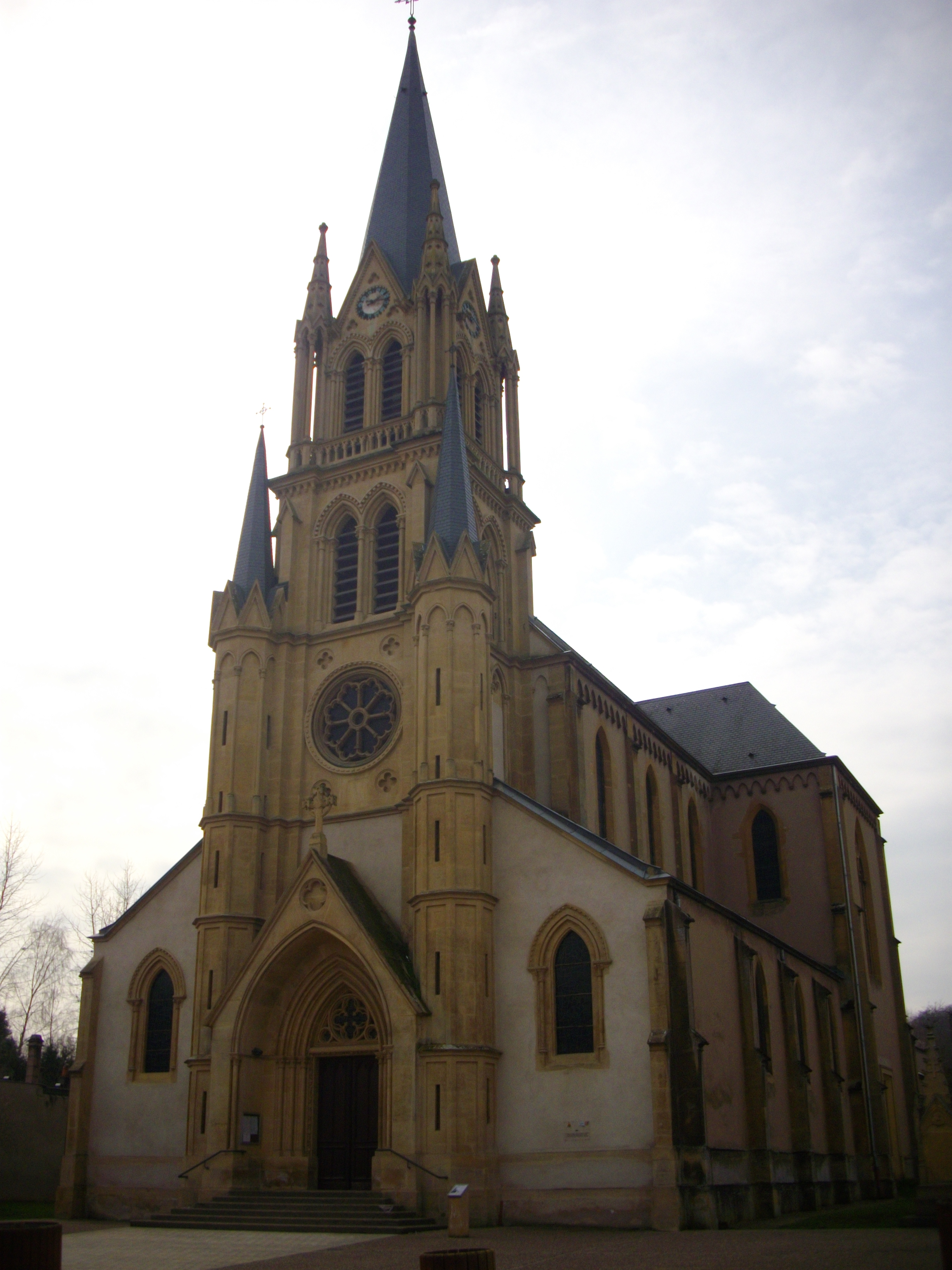
Vue sur l'église.
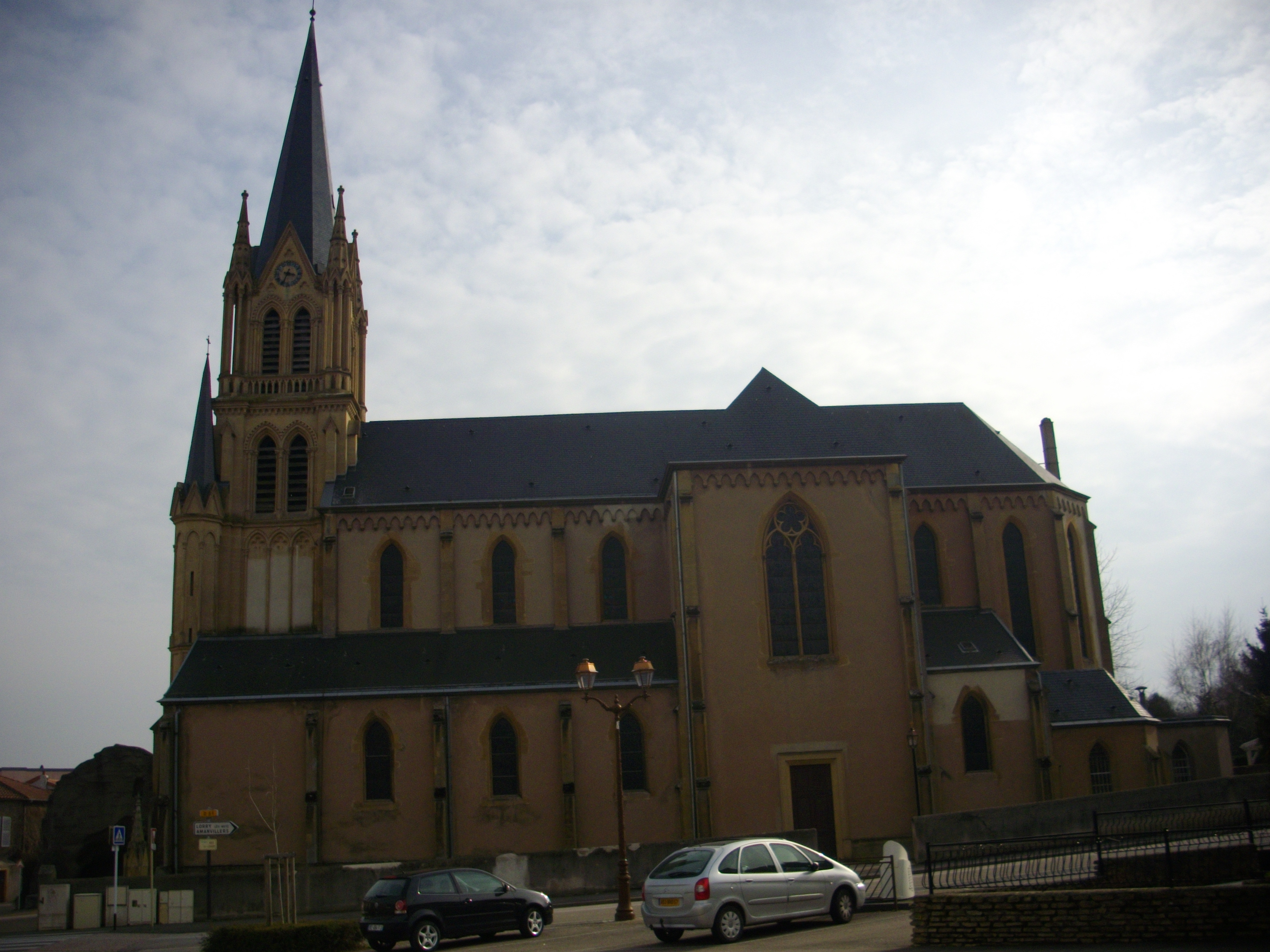
La façade nord.
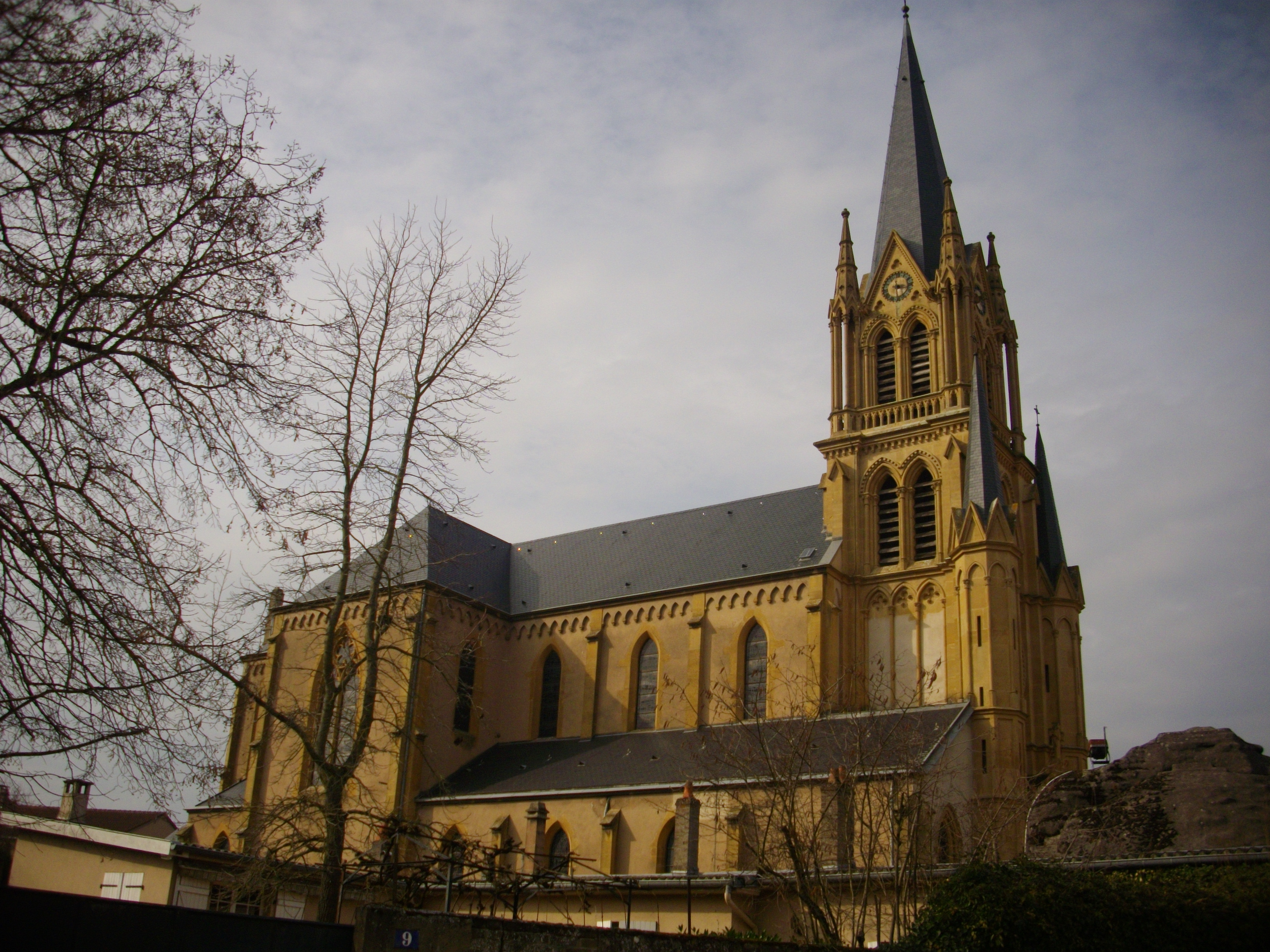
La façade sud.
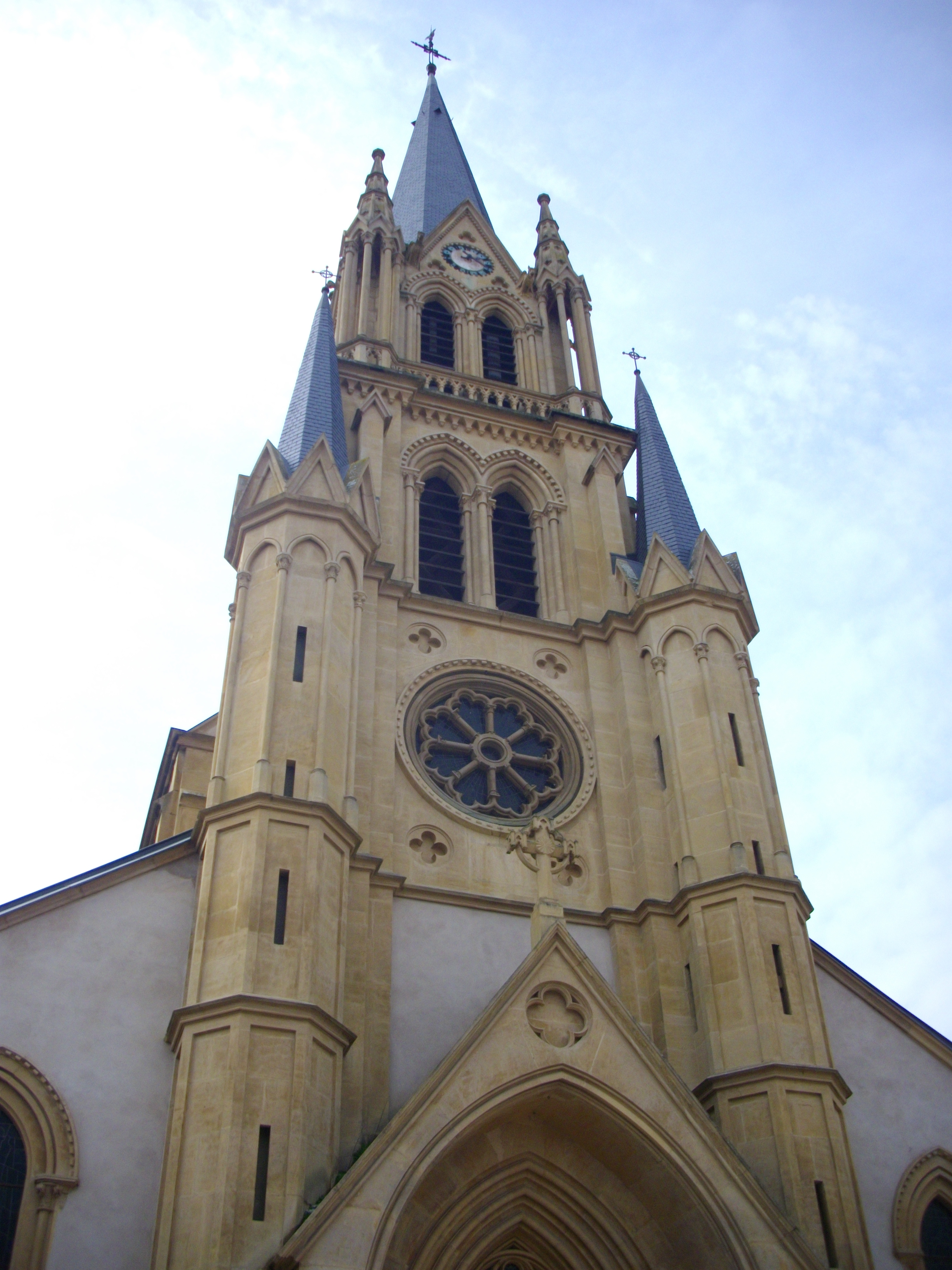
Le clocher.
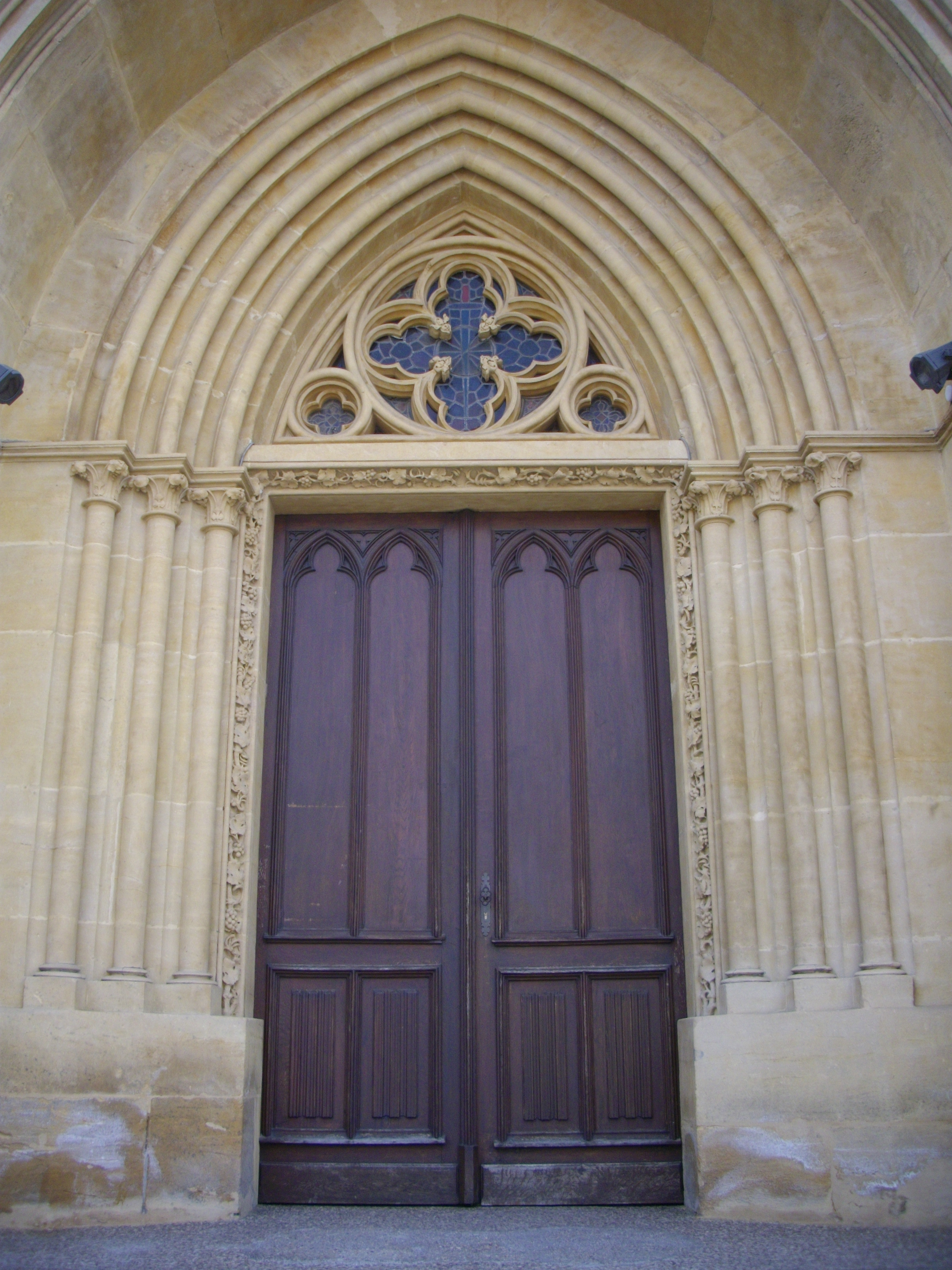
Le portail d'entrée.
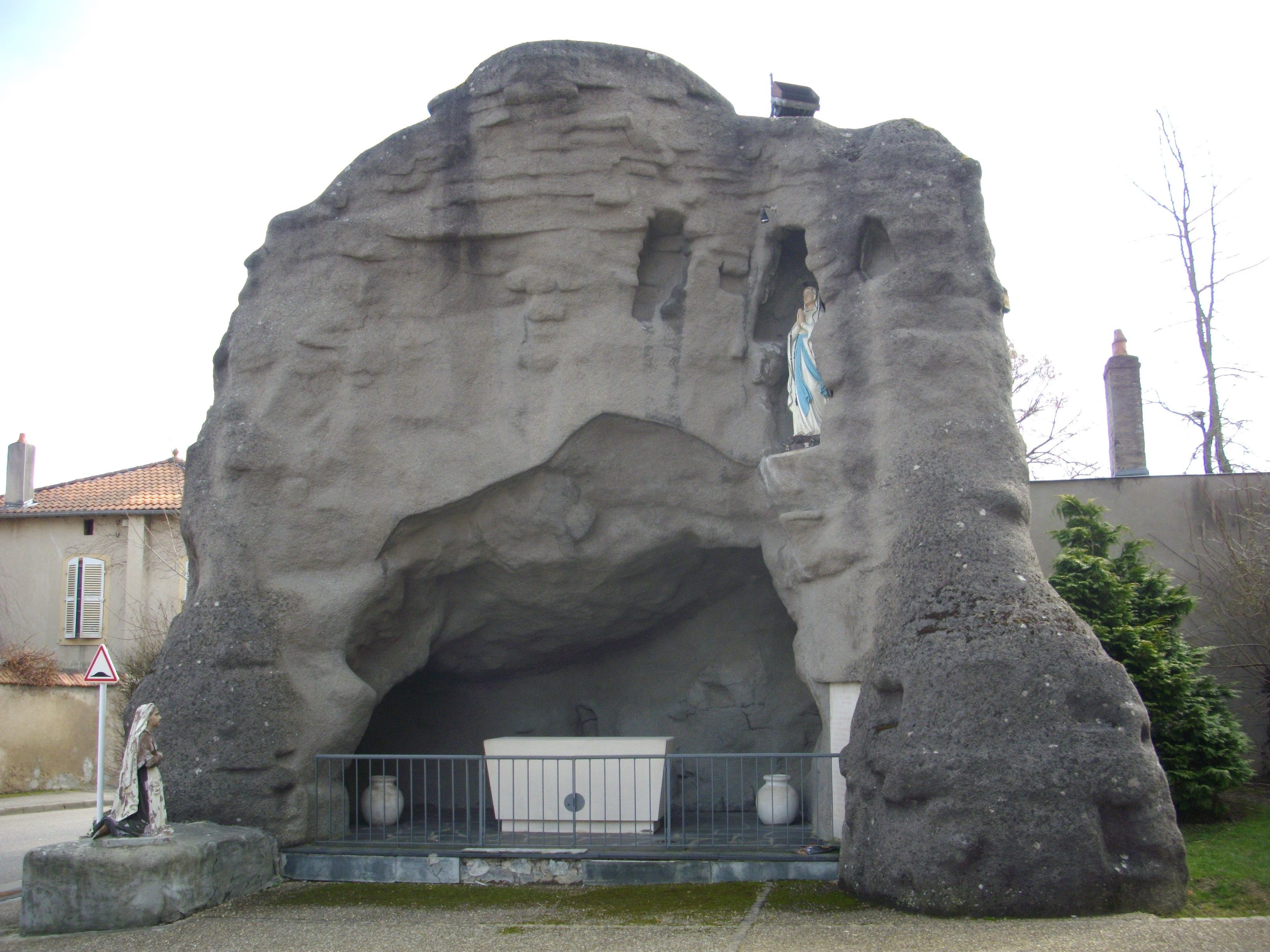
La grotte de Lourdes.
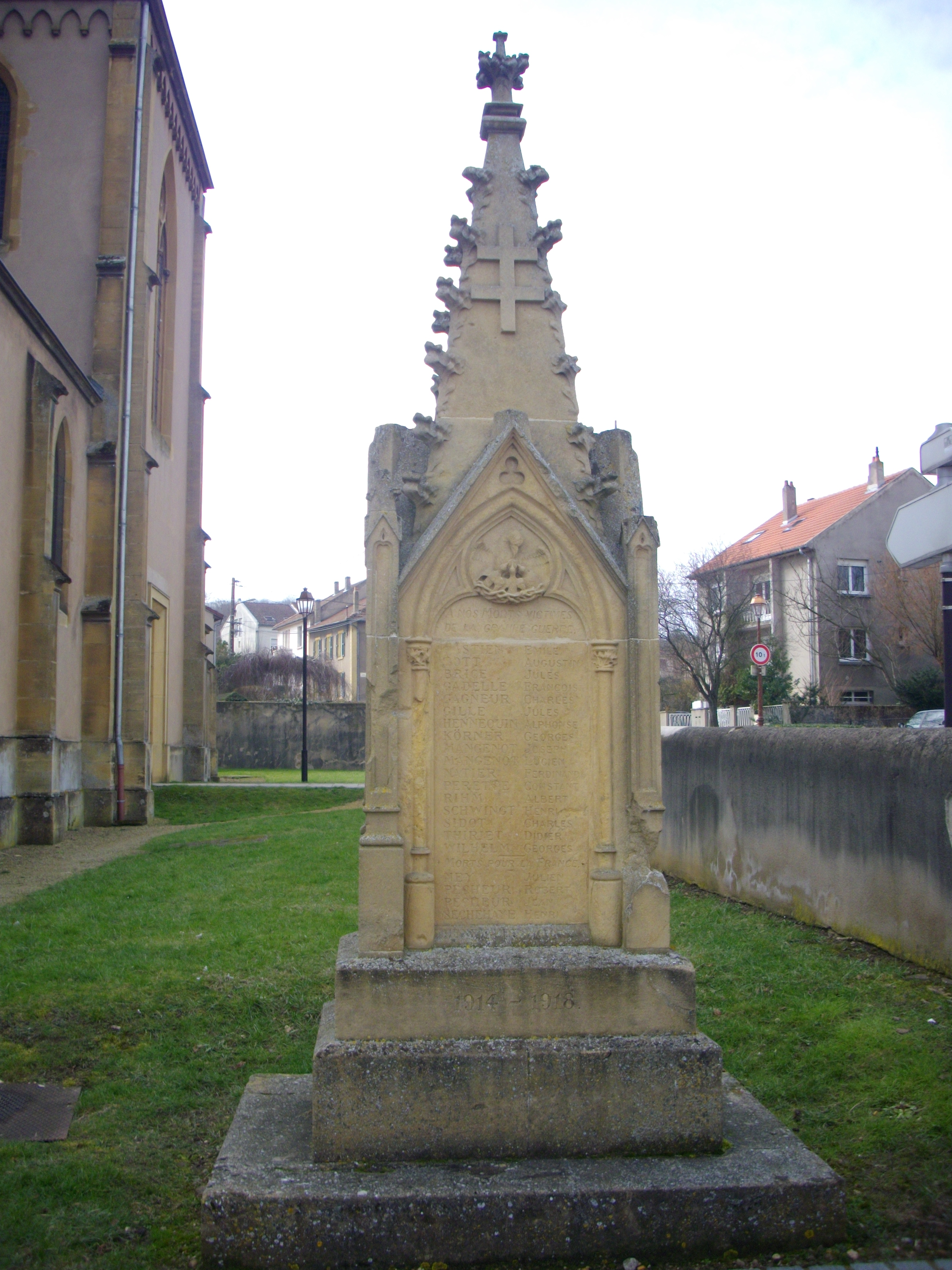
Le monument aux morts, à côté de l'église.